# アンドレ・クラウチ
アンドレ・クラウチ（Andraé Crouch、1942年7月1日-2015年1月8日、享年72歳）は、アメリカ合衆国の有名なゴスペルシンガーである。カリフォルニア州サンフランシスコ生まれで、誕生時の名前はエドワード（Edward）。「現代ゴスペル・ミュージックの父」と評される。

## 経歴
牧師としても知られ、作曲家、アレンジャー、プロデューサー業においてもその才能を発揮した。その生涯において数々の賞を受賞しており、7度のグラミー賞のほか、ハリウッド・ウォーク・オブ・フェームにも選出されている。
レコーディングにおいては、スティービー・ワンダーやチャカ・カーンなど有名ミュージシャンと多数共作を発表した。また、ボブ・ディランやポール・サイモン、エルビス・プレスリーなど幾多の有名ミュージシャンたちがアンドレの楽曲をカバーしている。
1980年代以降のプロデュースにおける業績としては、マイケル・ジャクソンの「Man In The Mirror」をはじめ、マドンナの「Like a Prayer」、エルトン・ジョンとリトル・リチャードによるデュエット曲「The Power」のコーラスの監修などが挙げられる。
映画音楽においても、スティーヴン・スピルバーグ監督の『カラーパープル』への楽曲提供、ディズニーのアニメーション映画『ライオン・キング』におけるコーラスアレンジなど幅広い。
2014年12月、肺炎と鬱血性心不全を併発して入院、予定していたツアーはすべて中止にしていたが、翌年1月3日に心臓発作により再入院し、8日に他界した。

## 代表曲
- 1970年 「The Blood Will Never Lose Its Power」- Take The Message Everywhere
- 1972年 「My Tribute (To God Be the Glory)」- Keep On Singin'
- 1976年 「Soon and Very Soon」- This Is Another Day

いずれもゴスペルのスタンダード・ナンバーとして親しまれている。